# Datnioides polota
Datnioides polota е вид бодлоперка от семейство Datnioididae. Видът не е застрашен от изчезване.

## Разпространение и местообитание
Разпространен е в Бангладеш, Бруней, Виетнам, Индия (Западна Бенгалия и Ориса), Индонезия (Калимантан, Папуа и Суматра), Камбоджа, Малайзия (Западна Малайзия, Сабах и Саравак), Мианмар, Папуа Нова Гвинея, Сингапур и Тайланд.
Обитава крайбрежията на сладководни и полусолени басейни, лагуни и реки.

## Описание
На дължина достигат до 30 cm.
Популацията на вида е стабилна.